# Mirosława Jastrzębska
Mirosława Jastrzębska, z domu Kwiatkowska (ur. 21 marca 1921 w Gąbinie koło Gostynina, zm. 24 października 1982), uczona polska, etnograf, kustosz w Muzeum Regionalnym w Tomaszowie Mazowieckim.
Była córką urzędnika Ignacego i Pauliny z Herlingów Kwiatkowskich; od 1926 mieszkała wraz z rodzicami w Warszawie, gdzie pobierała nauki szkolne – w szkole powszechnej i liceum handlowym, to ostatnie kończąc niemal w przededniu wojny. Po powstaniu warszawskim znalazła się w podlubelskiej Krężnicy, a w 1945 przeniosła się do Lublina, gdzie podjęła pracę w Związku Muzyków i na Katolickim Uniwersytecie Lubelskim. Niebawem na KUL-u podjęła studia socjologiczne, by po roku (w 1947) przenieść się na etnografię i etnologię na Uniwersytecie Marii Curie-Skłodowskiej. Pod kierunkiem Józefa Gajka przygotowała pracę magisterską Budownictwo ludowe we wsi Smolanka, pow. Łuków; obroniła ją w 1951, mając już za sobą trzy lata pracy w charakterze asystentki Gajka.
Po studiach pracowała krótko w Muzeum Lubelskim. Od 1950 była żoną Józefa Jastrzębskiego, również etnografa, wraz z którym przeniosła się w 1956 do Tomaszowa Mazowieckiego. Mąż objął kierownictwo tomaszowskiego Muzeum Regionalnego, w którym Mirosława Jastrzębska również została zatrudniona, początkowo kierując działem etnograficznym, potem wykonując obowiązki głównego inwentaryzatora. Prowadziła jednocześnie etnograficzne prace terenowe, wciągając do nich młodzież harcerską ze szkół średnich; w latach 1961-1973 kierowała sześcioma obozami wędrownymi, których plonem dla muzeum stało się około 400 eksponatów i ponad 500 wywiadów. Jako badaczka interesowała się głównie dorocznymi i rodzinnymi obrzędami ludowymi oraz sztuką ludową, ogłosiła na te tematy kilka publikacji w "Łódzkich Studiach Etnograficznych" (Wróżby i zabiegi magiczne związane z dniem wigilijnym w powiecie brzezińskim, 1951, nr 3; Zwyczaj chodzenia z Herodami w pow. brzezińskim i opoczyńskim, 1962, nr 6) oraz "Pracach i Materiałach Muzeum Archeologicznego i Etnograficznego w Łodzi" (Seria Etnograficzna; Zwyczaje i wierzenia łaznowskie związane z okresem wczesnego dzieciństwa, 1965, nr 9). W artykułach oraz katalogach wystaw prezentowała ponadto sylwetki twórców ludowych (m.in. Twórcy ludowi ziemi łódzkiej, "Łódzkie Studia Etnograficzne", 1972, nr 14).
Sztukę ludową i wiedzę na ten temat popularyzowała poprzez organizację kiermaszy, konkursów, wystaw, odczytów. Prowadziła zajęcia w Studium Regionalnym założonym przez męża, z którym współpracowała ponadto w Towarzystwie Przyjaciół Muzeum (pełniła funkcję sekretarza Towarzystwa). Od 1976 sprawowała opiekę nad oddziałem Stowarzyszenia Twórców Ludowych w Piotrkowie. Była wieloletnią aktywną działaczką Polskiego Towarzystwa Ludoznawczego (od 1946), po przeniesieniu biblioteki Towarzystwa ze Lwowa do Lublina w pierwszych latach powojennych uczestniczyła w pracach nad uporządkowaniem i katalogowaniem księgozbioru. Józef Gajek zaliczył ją do "pierwszych i niezapomnianych członków Towarzystwa".
Była odznaczona m.in. Złotym Krzyżem Zasługi, otrzymała także wyróżnienia i nagrody regionalne (m.in. nagrodę wojewody łódzkiego w 1973, razem z mężem). W 1982 przeszła na emeryturę, zmarła kilka miesięcy później 24 października 1982. Pochowana została w Tomaszowie Mazowieckim.